# Durankulak
Durankulak [doˌrankoˈɫak] (bulg. Дуранкулак) ist ein Dorf in Nordostbulgarien. Es liegt in der Dobrudscha, in der Oblast Dobritsch und der Gemeinde Schabla.

## Geographie

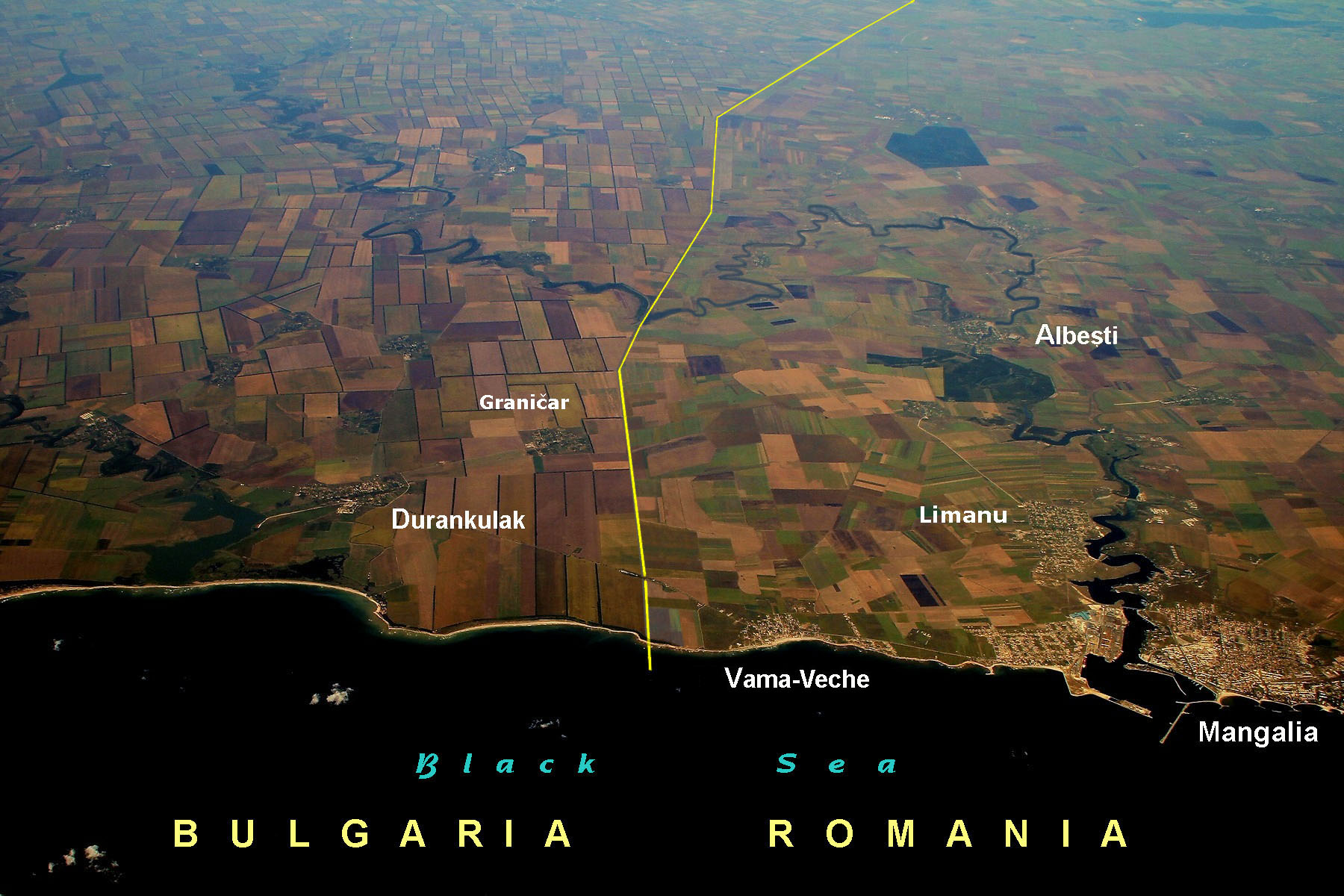
Durankulak und Vama Veche aus der Luft

Das Dorf liegt im äußersten Nordostzipfel Bulgariens, 2,5 km vom Schwarzen Meer und fünf Kilometer von Rumänien entfernt. In der Nähe des Dorfes liegen der malerische und fischreiche Durankulak-See (bulg. Дуранкулашко езеро; Fläche ca. 400 ha), der Orlowo-See und der Schablasee; sie sind Küstenseen (Liman) mit einem großen Feuchtgebiet, ein sehr wichtiges Biotop, unter anderem das Hauptüberwinterungsgebiet der Rothalsgans.

### Bulgarisch-rumänischer Grenzübergang

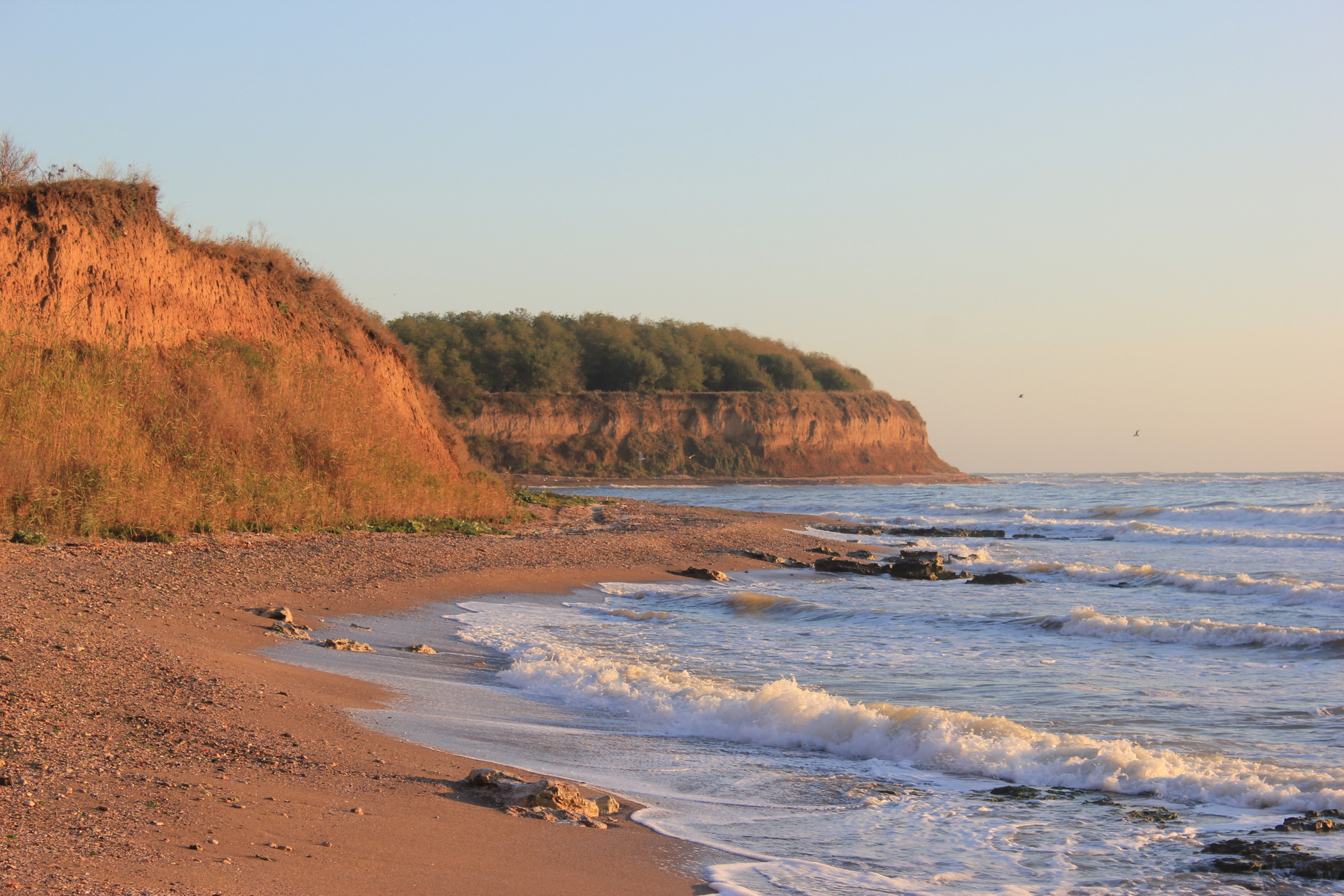
Schwarzmeerküste nördlich von Durankulak

Da die Grenze zwischen Bulgarien und Rumänien hauptsächlich entlang der Donau verläuft und derzeit nur zwei Donaubrücken existieren – bei Russe und bei Widin (letztere seit 2013) –, gab es vor dem EU-Beitritt 2007 von Bulgarien und Rumänien nur wenige Grenzübergänge.
Neben dem Grenzübergang Kardam war das der Grenzübergang Durankulak-Vama Veche, fünf Kilometer von Durankulak entfernt. Da die Donau hier weiter nördlich verläuft, befand sich dieser Grenzübergang auf trockenem Boden (ohne Brücke oder Fähre).

## Geschichte

### Vor- und Frühgeschichte
An den Ufern der Seen und auf der großen Insel im Durankulak-See wurden vorgeschichtliche Siedlungen gefunden.
Die erste Besiedlung wird in die Hamangia-Kultur (ca. 5400-4500 v. Chr.) datiert
Auf der großen Insel und in der Gegend Niwata (bulg. Нивата, deutsch Weide) wurde eine der größten Nekropolen in Europa gefunden, die mit ca. 4500 bis 5000 Jahren älter ist als das Gräberfeld von Warna. Wegen ihres Alters und ihrer Bedeutung wird sie als "Bulgarisches Troja" bezeichnet.
Später folgten Siedlungen unterschiedlicher Kulturen. Die letzte Siedlung war bulgarisch und verschwand Ende des 19. Jahrhunderts. Interessanterweise gab es in dieser Siedlung ein Kapischte (bulg. капище – ein heiliger Ort der Süd- und Westslawen), dessen Eingang zugemauert war, in der Nähe lag eine Kirche. Offenbar war das Dorf christianisiert worden. Die Ausgrabungen zogen sich relativ lange hin, sie werden auch jetzt noch in begrenztem Umfang durchgeführt. Es wurden eine Reihe wertvoller Zeugnisse der alten Bulgaren und älterer Kulturen gefunden. Auf der großen Insel im Durankulak-See befindet sich das einzige Höhlenheiligtum der Göttin Kybele in Europa.

### Neuere Geschichte

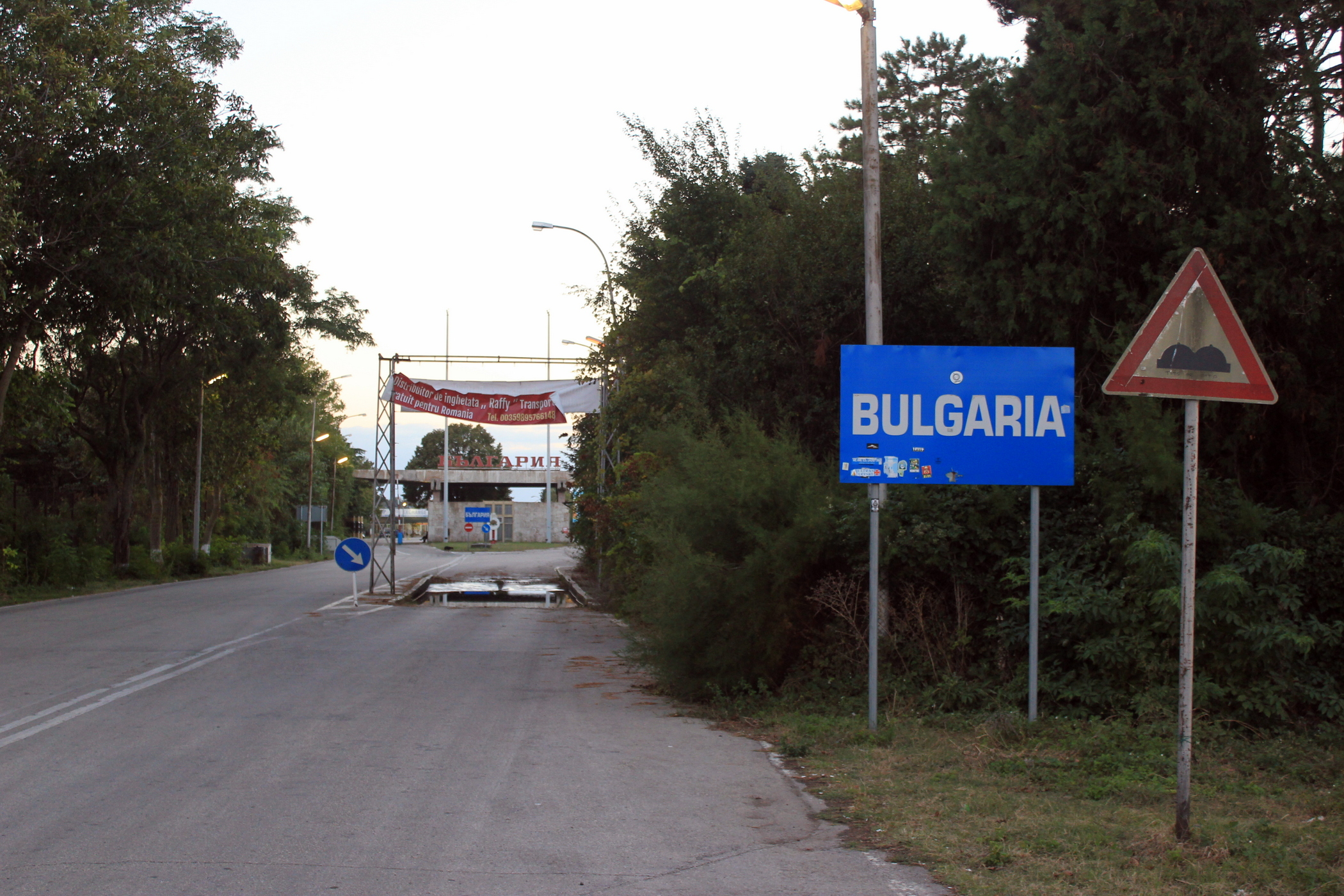
Grenzübergang Durankulak

Wie die meisten Dörfer in der Dobrudscha wurde auch dieses um 1800 gegründet – von Umsiedlern aus der Region um das östliche Balkangebirge (hauptsächlich aus der Gegend um Kotel, etwas weniger aus Ostthrakien, dem europäischen Teil der heutigen Türkei, mit der Stadt Edirne). Der Name Durankulak ist türkisch, obwohl im Dorf selber nie Türken lebten. Er kommt von der Form des Sees und heißt frei übersetzt "Wasserohr". Die örtliche Bevölkerung nannte die Seen ansonsten Gjola (bulg. гьола) oder einfach Sumpf (bulg. блатото). Nachdem das Gebiet ab 1940 endgültig zu Bulgarien gehörte (es war vorher zeitweise rumänisch), wurde das Dorf Blatniza (bulg. Блатница; Wortstamm: Sumpf) genannt. Der Name blieb bis in die 1950er Jahre.
Das bekannteste jüngere Ereignis aus der Geschichte des Dorfes ist der Aufstand von Durankulak (bulg. Дуранкулашкият бунт) vom 1. Juni 1900 gegen die Regierung von Wasil Radoslawow (bulg. Васил Радославов), die eine Steuer (Zehnt) einführte. Die Bauern der umliegenden Dörfer sammelten sich damals in der Nähe von Durankulak. Die genaue Verlauf ist nicht bekannt. Wahrscheinlich hatte ein Bauer einen Offizier erschossen. Ein Kavallerietrupp hat dann die Ordnung wiederhergestellt. Von den ca. 40 Toten war keiner aus Durankulak. Dem Aufstand von Durankulak ist die Statue der "Wartenden Frau" gewidmet (auf dem Friedhof, westlich des Dorfes).
Nach den Balkankriegen (1913) fiel Durankulak an Rumänien. Mit Unterzeichnung des Vertrages von Craiova am 7. September 1940 fiel Durankulak mit der gesamten Süddobrudscha wieder an Bulgarien. Gemäß Vertrag wurden fast alle Bulgaren (ca. 50.000) aus der Norddobrudscha umgesiedelt. Diese Umsiedler kamen mit fast nichts in der Süddobrudscha an – nur mit ihren Herden und dem, was sie tragen konnten. Eine große Gruppe dieser Umsiedler siedelte sich in Durankulak an. Sie und ihre Nachkommen machen heute ungefähr die Hälfte der Dorfbevölkerung von Durankulak aus. Die Umsiedler in Durankulak kamen vorwiegend aus Nuntași im heutigen Kreis Constanța.

## Kultur und Sehenswürdigkeiten
In Durankulak gibt es die Kirche Sweti Archangel Michail (bulg. Свети Архангел Михаил; Erzengel Michael), eine Tschitalischte (eine Art Kulturhaus), eine Museumssammlung, eine Bildergalerie und eine größere Bibliothek.
Jährlich im August wird die "Woche des Meeres" abgehalten. Das jährliche Treffen aller Dorfbewohner, Familienmitglieder und ehemaliger Dorfbewohner (bulg. Събор/Sabor, deutsch: Treffen) findet jährlich am 1. Juni statt.

## Persönlichkeiten
- Iwan Natschew (* 1968), Politologe[2]
- Georgi Zwetkow, Politologe
- Petar Petrow, Vizeadmiral und Politiker
- Rumen Jankow, Geograf